# Amrakits
Amrakits (en arménien Ամրակից ; anciennement Kirov) est une communauté rurale du marz de Lorri en Arménie. En 2008, elle compte 572 habitants.